# 5-та дивізія НГ (Україна)
5-та Західна дивізія національної гвардії (5 дНГУ, в/ч 2250) — формування національної гвардії України, що існувало у 1990-х роках.

## Історія
Управління 5-ї дивізії НГУ (в/ч 2250) було сформоване у м.Львові на базі управління дислокованого у місті 10-го окремого мотострілецького Римнікського орденів Кутузова, Богдана Хмельницького і Червоної Зірки полку оперативного призначення внутрішніх військ МВС СРСР (в/ч 3238). Командувачем дивізії було призначено полковника гвардії (з 26 серпня 1992 р. — генерал-майор гвардії) Я. Янова. Першим військовими частинами з'єднання стали 14-й полк НГУ (в/ч 4114), сформований з вищезгаданого 10-го окремого мотострілецького полку оперативного призначення, і 15-й окремий батальйон НГУ (в/ч 1541), переформований з 23-го окремого спеціального моторизованого батальйону міліції внутрішніх військ МВС СРСР (в/ч 5443), який також дислокувався у Львові.
Варто зазначити, що початково всі з'єднання НГУ планувалося формувати на базі вже існуючих частин внутрішніх військ МВС СРСР, але потім, вочевидь, вирішив, що негоже гвардії займатися охороною колоній і промислових об'єктів, тому конвойні і охоронні частини залишили в підпорядкуванні МВС. У підсумку на створення НГУ пішли лише частини оперативного призначення і спеціальні моторизовані військові частини (раніше - спеціальні моторизовані частини міліції). У зв'язку з цим вийшла різна наповнюваність з'єднань військовими частинами. Так, найбільшими з'єднаннями гвардії стали 3-тя (3 полки і 2 окремих батальйони) і 4-та (5 полків і 1 окремий батальйон) дивізії НГУ, а найбільш нечисленним з'єднанням — 5-та дивізія НГУ.
У складі 5-ї дивізії НГУ почалося активне формування нових підрозділів, покликаних збільшити бойову і службову цінність даного з'єднання.
Вже у 1992 р. у м.Тернопіль було сформовано 14-й окремий батальйон НГУ (в/ч 1441).
Наказом КНГУ від 26 червня 1993 р. було створено 12-й окремий батальйон НГУ (в/ч 1241) з пунком базування у м.Івано-Франківськ. Військова частина розташувалась на території Івано-Франківського обласного військового комісаріату, а на початку 1998 р. вона перемістилася у казарми колишнього будбату.
Наказом КНГУ від 26 січня 1994 р. було сформовано 11-й окремий батальйон НГУ (в/ч 2279) з пунктом базування у м. Дрогобич Львівської області. Військова частина розташувалась на території військового містечка колишнього полку радіоелектронної боротьби.
Наказом КНГУ від 3 червня 1994 р. було сформовано 16-й окремий батальйон НГУ (в/ч 1141) з пунктом базування у м. Луцьк Волинської області. Військова частина розмістилася у селищі Уляники у військовому містечку колишнього ракетного полку 37-ї гвардійської ракетної дивізії 43-ї ракетної армії Ракетних військ стратегічного призначення.
Крім того, з'єднання отримало комплект не окремих дивізійних підрозділів, таких як вузол зв'язку, комендантський взвод, дивізіон вогневої підтримки з зенітною батареєю, батальйон забезпечення, навчальний центр, медичний загін, військовий оркестр та ін. У «зоні відповідальності» дивізії перебували 2-й (в / ч 2275) і 3-й (в / ч 2278) склади пально-мастильних матеріалів НГУ центрального підпорядкування, розміщені в м. Золочів Львівської області і м. Коломия Івано-Франківської області відповідно. Варто згадати і львівський підрозділ НГУ з охорони дипломатичних і консульських представництв іноземних держав.
У відповідності до Постанови Верховної Ради України штатна чисельність НГУ не повинна була перевищувати 30 тис. військовослужбовців. Однак уже на початку 1993 р. загальна чисельність гвардії склала близько 60 тис. осіб. У зв'язку з цим, Указом Президента України від 20 січня 1995 р. і наказом КНГУ від 26 січня 1995 р. ряд частин і підрозділів НГУ були передані до складу Внутрішніх військ МВС України. Всього зі складу НГУ було передано 9 полків і 4 окремих батальйони. Скорочення були настільки значні, що для приведення організаційної структури НГУ до «належного вигляду» довелося розформувати управління 1-ї, 2-ї і 3-ї дивізій НГУ.
Зі складу 5-ї дивізії до Внутрішніх військ був переданий львівський 15-й окремий батальйон НГУ, який став незабаром 18-м окремим полком Внутрішніх військ МВС України (в/ч 3038). Полк був розформований у 2003 р.
Для «відновлення втрат» 5-ї дивізії НГУ, у 1995 р. був створений 13-й окремий батальйон НГУ (в / ч 1341) у м. Червоноград Львівської області.
Наказом КНГУ від 6 червня 1996 р. Івано-Франківський 12-й окремий батальйон НГУ було розгорнуто у 24-й полк НГУ. Особовий склад був переведений на формування першого, мотострілецького батальйону 24-го полку, а другий, механізований батальйон був сформований у м. Калуш Івано-Франківської області (за 15 км від обласного центру).
Існувала «легенда» про те, що в Калуші, навіть за часів Австро-Угорської імперії, а потім під владою Польщі та СРСР, ніколи не дислокувалися ніякі війська. Мовляв, тому частина НГУ з'явилася в місті «на численні прохання» містян. Однак, наявність у батальйоні інженерної техніки та близькість найбільшого в Європі хімкомбінату навіювали зовсім інші «легенди» ... А серед особового складу 5-ї дивізії мехбат 24-го полку інакше як «калуським дисбатом» і не називали — адже «кістяк» батальйону склали солдати - «штрафники» з різних частин з'єднання. На цьому тлі особливо оригінально виглядало розміщення підрозділу на території колишнього дитячого садка ...
На додачу до вищесказаного відзначимо, що в 1944-1945 рр. у Калуші таки дислокувався 191-й окремий стрілецький батальйон 19-ї стрілецької бригади Внутрішніх військ НКВС СРСР, який брав участь в боротьбі з «націоналістичним підпіллям». Та й село Старий Угринів, батьківщина Степана Бандери, поруч ... Крім того, у 1951 р. в місті зазначалась присутність 215-го ордена Червоної Зірки стрілецького полку Внутрішніх військ МВС СРСР.
Повернемося до 5-ї дивізії НГУ. Наказом КНГУ від 22 січня 1998 р. дрогобицький 11-й окремий батальйон НГУ був перетворений в 4-й окремий навчальний батальйон НГУ.
Наказом КНГУ від 31 березня 1998 р. вузол зв'язку 5-ї дивізії НГУ було розгорнуто у 5-й окремий батальйон зв'язку НГУ (в / ч 2255).
Підрозділи 5-ї дивізії НГУ спільно з органами внутрішніх справ охороняли громадський порядок у містах Західної України. Відповідно до Указу Президента України від 17 березня 1992 року у 1992-1998 рр. частини з'єднання брали участь в охороні державного кордону України з т. з. Придністровською Молдавською Республікою, у грудні 1998 р. брали участь в ліквідації наслідків стихійного лиха у Закарпатті (калуська Окрема інженерно-саперна рота дивізії виконувала подібну задачу при ліквідації наслідків повені на Прикарпатті у червні 1998 р.).
У березні 1998 р, внаслідок загострення міжнаціональної обстановки на Кримському півострові, туди почалося масове перекидання військ, у тому числі зі складу 5-ї дивізії НГУ. Для посилення 7-ї Кримської дивізії НГУ до м. Сімферополь, Керч, Севастополь і Красноперекопськ були перекинуті батальйон спеціального призначення 14-го полку НГУ, рота спеціального призначення та дві мотострілецькі роти 24-го полку НГУ, особовий склад ряду інших частин.
Чисельність дивізії скоротилась майже вдвічі, що спричинило значні труднощі на місцях.
Наказом КНГУ від 15 квітня 1998 р. скорочений 24-й полк НГУ був переформований в 24-й окремий батальйон НГУ. При цьому залишки механізованого батальйону у м. Калуш стали Окремою інженерно-саперної ротою 5-ї дивізії НГУ (в / ч 2250 «С»).
Наказом КНГУ від 28 квітня 1998 р. був розформований 4-й окремий навчальний батальйон НГУ у Дрогобичі. Та ж доля спіткала і 13-й окремий батальйон НГУ у Червонограді.
На початку того ж 1998 р. командувачем НГУ був призначений генерал-лейтенант гвардії А. Чаповський, який розгорнув значні реформи, спрямовані на зміну організаційно-штатної структури, якісного поліпшення гвардії за прикладом відповідних підрозділів західних армій.
Наказом КНГУ від 10 червня 1998 року всі окремі батальйони НГУ були перейменовані у окремі батальйони спеціального призначення НГУ. У 5-ї дивізії НГУ «спецпризами» стали відповідно 14-й, 16-й і 24-й окремі батальйони НГУ.
Тоді ж у складі з'єднання було сформовано окремий розвідувальний підрозділ спеціального призначення, який у 1999 р. було перейменовано у підрозділ спеціального призначення та антитерору.
Наказом КНГУ від 24 грудня 1998 р. 14-й полк НГУ був перейменований в 14-у бригаду спеціального призначення НГУ.
Наказом КНГУ від 9 квітня 1999 р. в м. Дрогобич був розгорнутий 4-й окремий гірськострілецький батальйон спеціального призначення НГУ (в/ч 1741).
Указом Президента України від 17 грудня 1999 року всі підрозділи 5-ї дивізії НГУ були передані до складу Внутрішніх військ МВС України. Законом України від 11 січня 2000 р. НГУ була розформована.
На базі управління 5-ї дивізії НГУ було створено управління Західного територіального командування Внутрішніх військ МВС України. 14-та бригада НГУ стала 14-ю бригадою оперативного призначення, а потім 45-м полком оперативного призначення Внутрішніх військ МВС України. При цьому полку були повернуті нагороди і почесне найменування 10-го окремого мотострілецького полку оперативного призначення Внутрішніх військ МВС СРСР. 4-й окремий гірськострілецький батальйон НГУ у Дрогобичі був розформований. Луцький 16-й та івано-франківський 24-й окремі батальйони спеціального призначення НГУ перетворилися в 32-й і 24-й окремі батальйони оперативного призначення Внутрішніх військ відповідно, а тернопільський 14-й окремий батальйон спеціального призначення НГУ став лінійним батальйоном 2-ї окремої Галицької бригади Внутрішніх військ МВС України (в/ч 3002).